# Laemophloeus pusulae
Laemophloeus pusulae is een keversoort uit de familie dwergschorskevers (Laemophloeidae). De wetenschappelijke naam van de soort werd in 1903 gepubliceerd door Thomas Blackburn.